# Riesi
Riesi település Olaszországban, Szicília régióban, Caltanissetta megyében. Lakosainak száma 10 502 fő (2023. január 1.). Riesi Barrafranca, Mazzarino, Pietraperzia, Sommatino, Butera és Ravanusa községekkel határos.

## Népesség
A település lakossága az elmúlt években az alábbi módon változott:
| Lakosok száma | 11 484 | 11 402 | 10 502 |
|               | 2017   | 2018   | 2023   |